# Celedonia Pacheco de Melo
Celedonia Pachecho de Melo (Salta) fue una patriota y espía argentina e integrante del grupo de Damas de la Sociedad Salteña.

## Biografía
En su edad adulta, formó parte del grupo Damas de la Sociedad Salteña, donde junto con otras mujeres como Macacha Güemes, María Petrona Arias y Juana Torino colaboró en la guerra gaucha librada en el Norte de Argentina contra los invasores realistas entre 1812 y 1822. Juntas obtenían información sobre los planes y fuerzas enemigas que hacían llegar a las milicias de Martín Miguel de Güemes y promovían con éxito la deserción de los oficiales realistas.